# Clay Regazzoni
Gianclaudio Giuseppe Regazzoni, meglio noto come Clay Regazzoni (Lugano, 5 settembre 1939 – Fontevivo, 15 dicembre 2006), è stato un pilota automobilistico svizzero.
Pilota istintivo e dalla guida aggressiva, aveva un'ottima capacità nella messa a punto delle vetture, dovuta alle conoscenze di meccanica acquisite nell'officina di famiglia. Durante la sua carriera vinse il titolo di campione europeo di Formula 2 nel 1970 e conquistò 5 Gran Premi iridati in Formula 1, sfiorando la vittoria del mondiale nel 1974.

## Biografia
Era il figlio di Pio Regazzoni, titolare di una carrozzeria, e di Bruna Somazzi.

## Carriera

### Gli esordi
Vantò brevi trascorsi giovanili da calciatore nelle file del Noranco. Dopo l'apprendistato di carrozziere nella ditta dello zio a Mendrisio, e spinto dall'amico Silvio Moser, nel 1963, all'età di 24 anni, esordì nelle corse disputando alcune cronoscalate con una Austin-Healey Sprite 950. Prosegue l'attività sportiva l'anno successivo al volante di una Mini Cooper S 1071. Nel 1965 prese parte al corso di pilotaggio di Jim Russell e risultò essere il migliore, guadagnandosi l'ingaggio in Formula 3 su una Brabham-Ford.
Disputò la sua prima gara di Formula 2 nel 1966 a Siracusa, sempre con una Brabham, dove colse la pole position. Nel 1967 continuò in Formula 3, passando alla Tecno e vincendo il XV Gran Premio di Spagna per F2 e F3 a Jarama: a fine stagione si classificò secondo nella Coppa Europa disputatasi in gara unica a Hockenheim, piazzamento che consegnò la Coppa delle Nazioni alla Svizzera.
L'anno seguente Regazzoni disputò varie gare in F3, facendo stavolta sua la Coppa Europa a Hockenheim, contribuendo con questa vittoria alla seconda affermazione consecutiva della nazione elvetica nella Coppa delle Nazioni, e salvandosi miracolosamente in un incidente occorsogli sul circuito di Monte Carlo: all'uscita della chicane dopo il tunnel, Regazzoni perse il controllo della sua Tecno 68 andando a sbattere violentemente contro le barriere. Le ridotte dimensioni della monoposto fecero sì che essa s'infilasse sotto il guard rail, con la lama di metallo che passò sopra l'abitacolo: lo svizzero si rannicchiò istintivamente, riuscendo ad abbassarsi quel tanto che gli bastò per evitare la decapitazione, e la vettura si fermò quando il roll-bar dietro la sua testa andò a incastrarsi sotto la barriera.

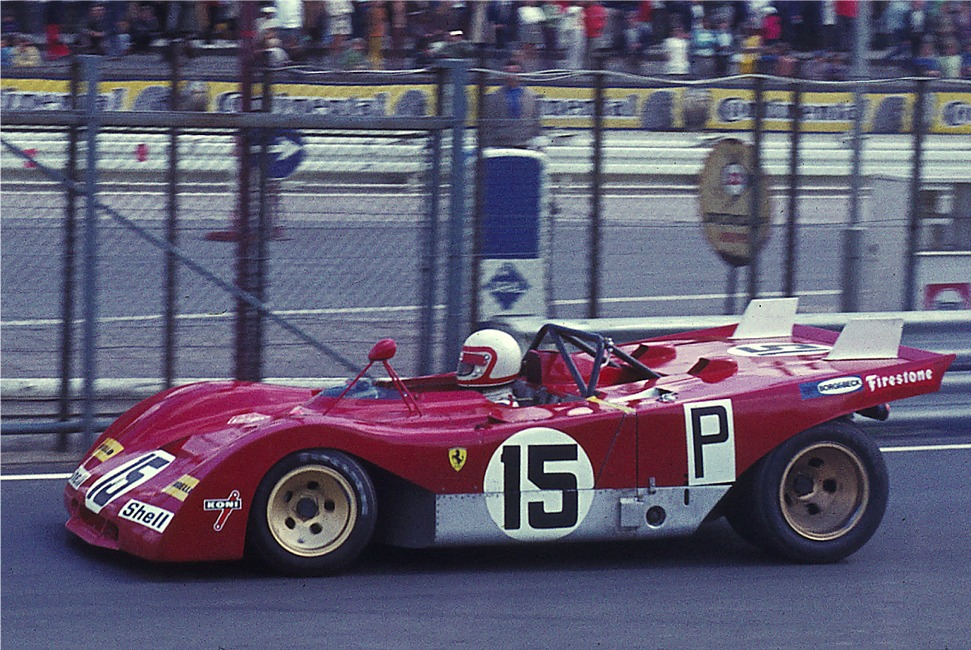
La Ferrari 312 PB di Regazzoni nel 1971 alla 1000 km del Nürburgring

Il suo impegno principale fu però il Campionato Europeo di Formula 2 con lo stesso team, dove saltò tre delle nove gare e conquistò due podi, per poi terminare la stagione in Sudamerica disputando la XVII Temporada Argentina, sempre con la Tecno di F2 Nel 1969 fu attivo ancora nell'Europeo dove cominciò la stagione con una Ferrari Dino 166 F2, ritornando poi a metà campionato sulla Tecno 68-Cosworth FVA con cui conquistò il suo migliore risultato, il quarto posto al Gran Premio di Enna.
L'anno della sua definitiva affermazione fu il 1970, quando diventò campione europeo di Formula 2 sempre con la Tecno, vincendo quattro delle otto gare della serie e riuscendo solo alla penultima gara (grazie alla regola degli "scarti" all'epoca in vigore) ad avere la meglio del più regolare Derek Bell. Prese parte nello stesso anno anche alla 24 Ore di Le Mans, la sua prima gara con vetture Sport Prototipo, al volante della Ferrari 512 S ufficiale in coppia con Arturo Merzario, nell'edizione dello scontro frontale Ferrari-Porsche; Merzario aveva mantenuto la loro vettura tra le prime posizioni fino al cambio, quando Regazzoni fu costretto al ritiro dopo sole due ore di gara a causa dell'incidente sotto la pioggia con la 512 S di Reine Wisell, che procedeva lentamente in pista dopo un'uscita di strada (probabilmente causata da un'incomprensione con l'Alfa Romeo T33/3 di Andrea De Adamich).
In seguito avrebbe ancora partecipato a gare del Campionato Mondiale Marche con la Ferrari 312 PB nel 1971 e 1972, vincendo in quest'ultima stagione la 1000 km di Monza assieme a Jacky Ickx e la 9 Ore di Kyalami in coppia con Merzario (fuori campionato), contribuendo così al successo della Scuderia Ferrari nella classifica finale. Nel 1973 fu ingaggiato dall'Autodelta e con la nuova Alfa Romeo Tipo 33 TT/12 disputò la Targa Florio, la 1000 km del Nürburgring e la 1000 km di Zeltweg, ma un incidente in prova nella gara siciliana (dove l'equipaggio Regazzoni/Facetti aveva ottenuto il terzo tempo in qualifica) e due ritiri nelle altre due gare chiusero la parentesi con la casa milanese. Prese anche parte ad alcune gare del Campionato ProCar del 1979.

### La Formula 1
(Enzo Ferrari)

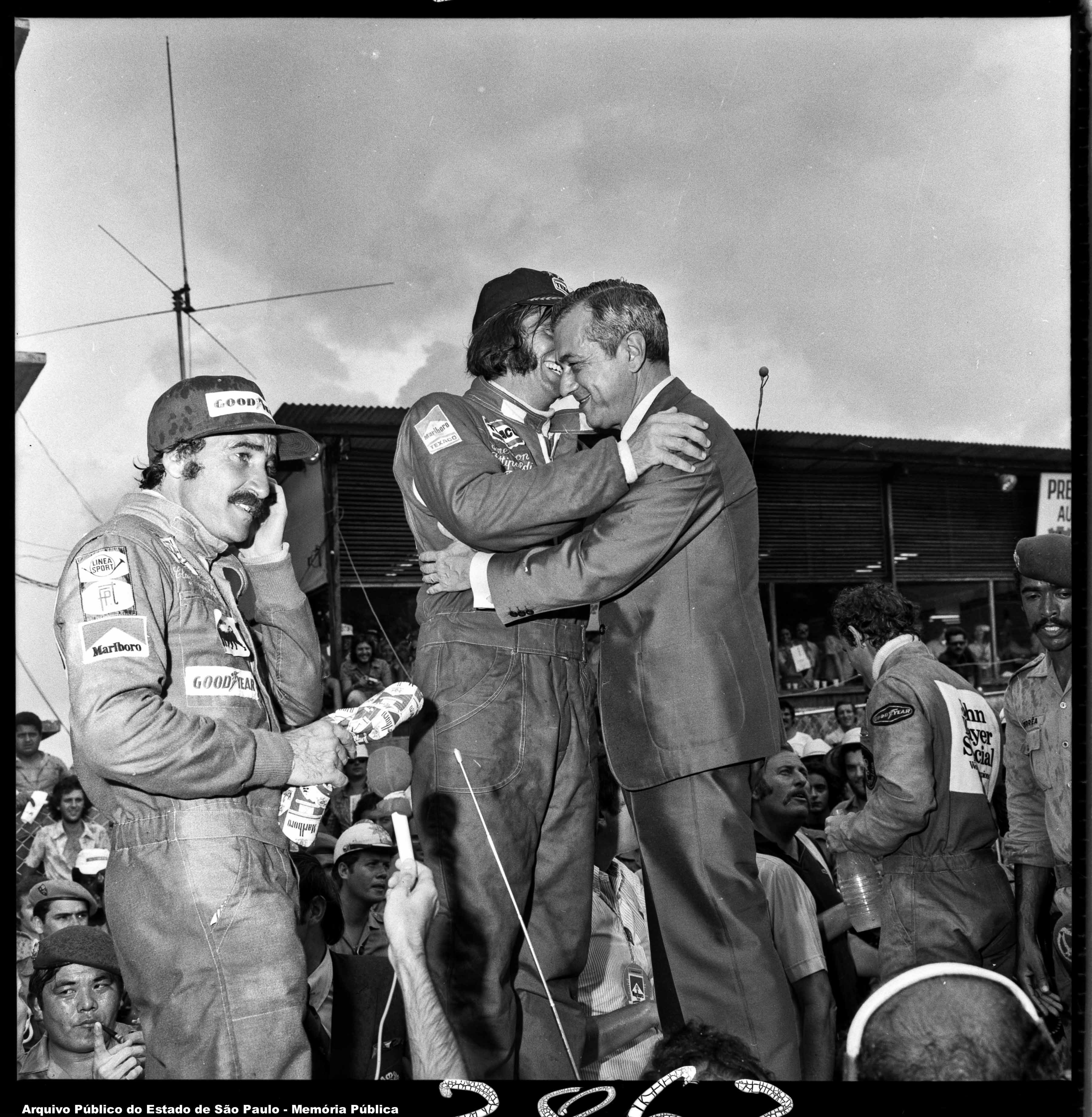
Regazzoni sul podio del Gran Premio del Brasile 1974, secondo dietro al vincitore Fittipaldi.

Regazzoni fece un esordio sensazionale in Formula 1 con la Scuderia Ferrari nel 1970, invertendosi con Ignazio Giunti alla guida della seconda vettura. All'esordio giunse subito a punti ottenendo il quarto posto al Gran Premio d'Olanda e, dopo sole quattro gare, riuscì ad aggiudicarsi il Gran Premio d'Italia (nonostante negli ultimi giri la sua vettura perdesse benzina), terminando poi il campionato al terzo posto, alle spalle dell'iridato Jochen Rindt e del compagno di squadra Jacky Ickx.
Nel biennio successivo, a causa dello stato di crisi in cui cadde la squadra italiana, ottenne magri risultati, salendo sul podio solo quattro volte e centrando una sola pole position. Si accordò quindi con la BRM per la stagione 1973, facendo squadra con Jean-Pierre Beltoise e con il promettente Niki Lauda. Proprio con quest'ultimo fece ritorno in Ferrari l'anno successivo, suggerendo peraltro a Enzo Ferrari l'ingaggio del giovane austriaco e andando a formare, con il direttore sportivo Luca Cordero di Montezemolo e il direttore tecnico Mauro Forghieri, la base del gruppo che riportò la Scuderia ai vertici mondiali. In un triennio la coppia di piloti dette a Maranello due titoli costruttori (nel 1975 e nel 1976), mentre da parte sua Regazzoni raggiunse nel 1974 il suo migliore piazzamento nel mondiale piloti, secondo a sole tre lunghezze dall'iridato Emerson Fittipaldi (quando, dopo essere arrivato a pari punti col brasiliano alla vigilia dell'ultima gara, dovette arrendersi a causa di problemi alle sospensioni).
Tuttavia, dopo aver perso il campionato del '74 Regazzoni venne messo in secondo piano dalla Ferrari, che a partire dalla stagione seguente puntò sull'emergente Lauda. Ciò causò un deterioramento dei rapporti con la squadra, ma il peggio venne con la primavera del 1976, dopo la partecipazione dello svizzero a un varietà televisivo della RAI, che ebbe come conseguenza una dichiarazione del Drake che lo definì: «Viveur, danseur, calciatore, tennista e, a tempo perso, pilota»; da quel momento Regazzoni capì che la sua storia nella Scuderia era finita, giacché per la stessa stampa era diventato un «pilota a tempo perso».

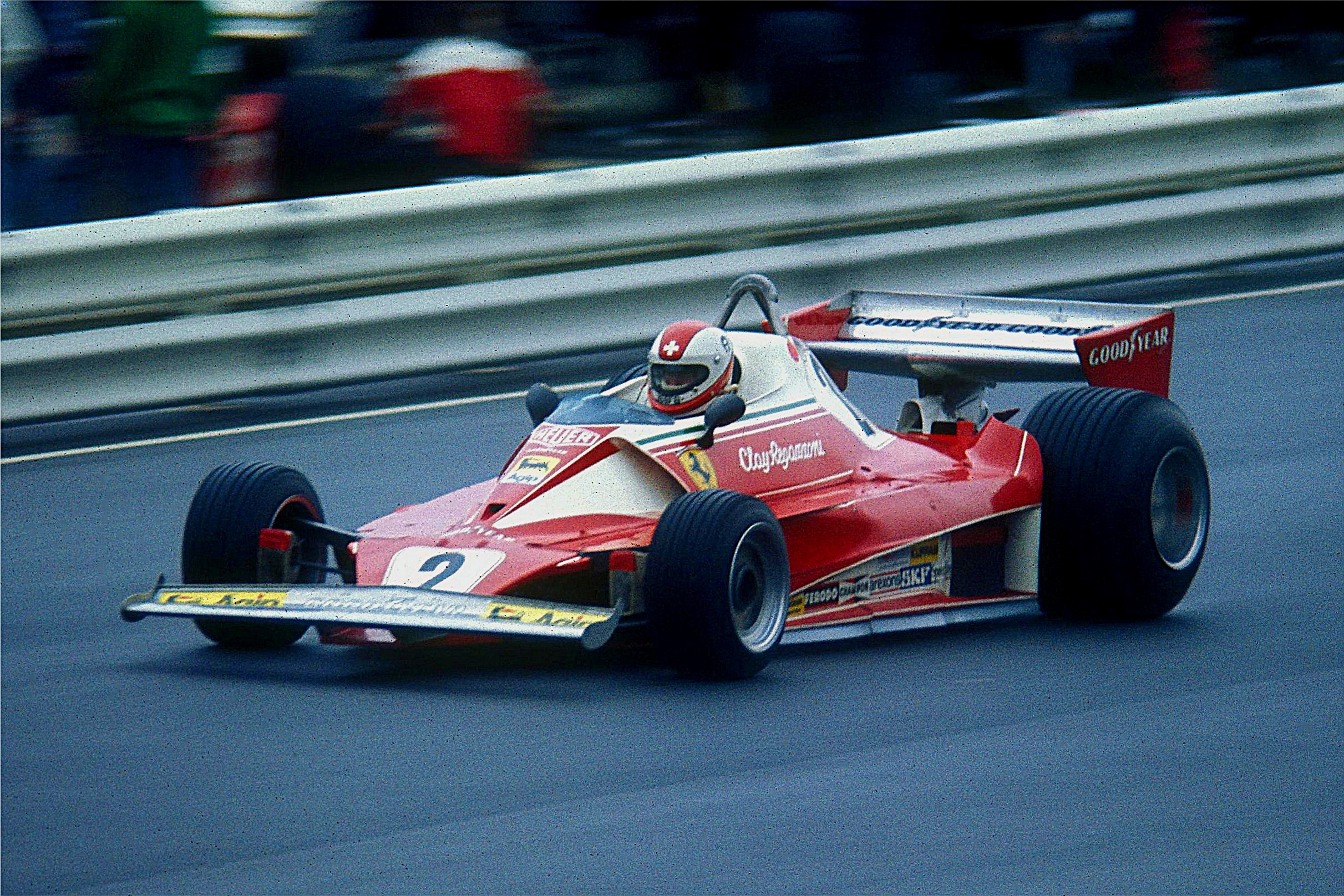
Regazzoni su Ferrari 312 T2 al Gran Premio di Germania 1976

Cercò quindi un nuovo ingaggio e, in seguito al fallito accordo con la Brabham dovuto al veto posto da Carlos Pace, passò dapprima alla neonata Ensign nel 1977 e poi alla Shadow nel 1978. Regazzoni fu protagonista di un paio di stagioni incolori fino al 1979, anno in cui Frank Williams lo assunse nella sua squadra per fare coppia con Alan Jones; lo svizzero regalò alla squadra inglese la sua prima vittoria a Silverstone e diversi buoni piazzamenti (tra cui un secondo posto conquistato a Monte Carlo, rimontando dalle ultime file dello schieramento), ma nonostante questo fu esonerato a fine stagione in favore di Carlos Reutemann (il quale già aveva preso il suo posto nel 1977 alla Ferrari).
Tornato all'Ensign, la carriera di Regazzoni terminò il 30 marzo 1980 in seguito a un incidente nel Gran Premio degli Stati Uniti d'America-Ovest a Long Beach: la sua vettura uscì di pista al 51º giro a causa di un'avaria all'impianto frenante e si schiantò a 270 km/h contro la Brabham di Ricardo Zunino, che era stata abbandonata dai commissari nella via di fuga dopo il ritiro dell'argentino. Le gravi ferite che il pilota riportò alle gambe e alla spina dorsale lo resero paraplegico per il resto della vita, e un successivo intervento, che avrebbe dovuto essere risolutore, ne peggiorò ulteriormente le condizioni.

### Dopo il ritiro

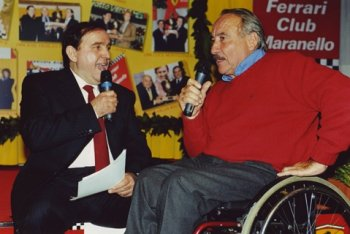
Regazzoni (a destra) in un'intervista durante gli ultimi anni di vita

Pur costretto su una sedia a rotelle, Regazzoni non abbandonò il mondo dei motori. Negli anni seguenti partecipò ad alcune gare di rally su vetture con comandi modificati per l'occasione, si rivelò un assai apprezzato commentatore sportivo e fu promotore dell'inserimento dei disabili nello sport: in quest'ultimo caso, nel 1993 fu tra i fondatori, con Luca Pancalli, della Federazione Italiana Sportiva Automobilismo Patenti Speciali (FISAPS).
Dalla prima metà degli anni 1980 fino alla stagione 1994 fece inoltre parte, in veste di commentatore tecnico, della squadra Rai al seguito dei Gran Premi di Formula 1, affiancando il telecronista Mario Poltronieri, l'esperto di tecnica e regolamenti Gianfranco Palazzoli e l'inviato Ezio Zermiani.
Regazzoni perse la vita il 15 dicembre 2006, all'età di 67 anni, a causa di un incidente stradale lungo l'autostrada A1, sul ponte del fiume Taro, nei pressi dello svincolo per l'A15 Parma-La Spezia; inizialmente si pensò a un malore alla guida all'origine del decesso, ipotesi smentita dall'autopsia. I funerali si svolsero nella chiesa del Sacro Cuore di Lugano. Regazzoni venne tumulato nel cimitero di Porza, a nord di Lugano.

## Risultati

### Formula 1
| 1970 | Scuderia | Vettura |  |  |  |  |   |  |   |     |   |   |   |    |   |  |  |  |  | Punti | Pos. |
| ---- | -------- | ------- |  |  |  |  | - |  | - | --- | - | - | - | -- | - |  |  |  |  | ----- | ---- |
| 1970 | Ferrari  | 312 B   |  |  |  |  | 4 |  | 4 | Rit | 2 | 1 | 2 | 13 | 2 |  |  |  |  | 33    | 3º   |

| 1971 | Scuderia | Vettura      |   |     |     |   |     |     |   |     |     |     |   |  |  |  |  |  |  | Punti | Pos. |
| ---- | -------- | ------------ | - | --- | --- | - | --- | --- | - | --- | --- | --- | - |  |  |  |  |  |  | ----- | ---- |
| 1971 | Ferrari  | 312 B 312 B2 | 3 | Rit | Rit | 3 | Rit | Rit | 3 | Rit | Rit | Rit | 6 |  |  |  |  |  |  | 13    | 7º   |

| 1972 | Scuderia | Vettura |   |    |   |     |     |  |  |   |     |     |   |   |  |  |  |  |  | Punti | Pos. |
| ---- | -------- | ------- | - | -- | - | --- | --- |  |  | - | --- | --- | - | - |  |  |  |  |  | ----- | ---- |
| 1972 | Ferrari  | 312 B2  | 4 | 13 | 3 | Rit | Rit |  |  | 2 | Rit | Rit | 5 | 8 |  |  |  |  |  | 15    | 7º   |

| 1973 | Scuderia | Vettura     |   |   |     |   |    |     |   |    |   |   |     |   |     |  |   |  |  | Punti | Pos. |
| ---- | -------- | ----------- | - | - | --- | - | -- | --- | - | -- | - | - | --- | - | --- |  | - |  |  | ----- | ---- |
| 1973 | BRM      | P160D P160E | 7 | 6 | Rit | 9 | 10 | Rit | 9 | 12 | 7 | 8 | Rit | 6 | Rit |  | 8 |  |  | 2     | 18º  |

| 1974 | Scuderia | Vettura   |   |   |     |   |   |   |     |   |   |   |   |   |     |   |    |  |  | Punti | Pos. |
| ---- | -------- | --------- | - | - | --- | - | - | - | --- | - | - | - | - | - | --- | - | -- |  |  | ----- | ---- |
| 1974 | Ferrari  | 312 B3-74 | 3 | 2 | Rit | 2 | 4 | 4 | Rit | 2 | 3 | 4 | 1 | 5 | Rit | 2 | 11 |  |  | 52    | 2º   |

| 1975 | Scuderia | Vettura         |   |   |    |    |     |   |   |   |     |    |     |   |   |     |  |  |  | Punti | Pos. |
| ---- | -------- | --------------- | - | - | -- | -- | --- | - | - | - | --- | -- | --- | - | - | --- |  |  |  | ----- | ---- |
| 1975 | Ferrari  | 312 B3-74 312 T | 4 | 4 | 16 | NC | Rit | 5 | 3 | 3 | Rit | 13 | Rit | 7 | 1 | Rit |  |  |  | 25    | 5º   |

| 1976 | Scuderia | Vettura      |   |     |   |    |   |    |   |     |     |   |  |   |   |   |   |   |  | Punti | Pos. |
| ---- | -------- | ------------ | - | --- | - | -- | - | -- | - | --- | --- | - |  | - | - | - | - | - |  | ----- | ---- |
| 1976 | Ferrari  | 312 T 312 T2 | 7 | Rit | 1 | 11 | 2 | 14 | 6 | Rit | Rit | 9 |  | 2 | 2 | 6 | 7 | 5 |  | 31    | 5º   |

| 1977 | Scuderia | Vettura |   |     |   |     |     |    |     |   |   |    |     |     |     |   |   |     |     | Punti | Pos. |
| ---- | -------- | ------- | - | --- | - | --- | --- | -- | --- | - | - | -- | --- | --- | --- | - | - | --- | --- | ----- | ---- |
| 1977 | Ensign   | N177    | 6 | Rit | 9 | Rit | Rit | NQ | Rit | 7 | 7 | NQ | Rit | Rit | Rit | 5 | 5 | Rit | Rit | 5     | 17º  |

| 1978 | Scuderia | Vettura |    |   |    |    |    |     |    |   |     |     |    |    |    |    |    |    |  | Punti | Pos. |
| ---- | -------- | ------- | -- | - | -- | -- | -- | --- | -- | - | --- | --- | -- | -- | -- | -- | -- | -- |  | ----- | ---- |
| 1978 | Shadow   | DN8 DN9 | 15 | 5 | NQ | 10 | NQ | Rit | 15 | 5 | Rit | Rit | NQ | NC | NQ | NC | 14 | NQ |  | 4     | 16º  |

| 1979 | Scuderia | Vettura   |    |    |   |     |     |     |   |   |   |   |   |     |   |   |     |  |  | Punti   | Pos. |
| ---- | -------- | --------- | -- | -- | - | --- | --- | --- | - | - | - | - | - | --- | - | - | --- |  |  | ------- | ---- |
| 1979 | Williams | FW06 FW07 | 10 | 15 | 9 | Rit | Rit | Rit | 2 | 6 | 1 | 2 | 5 | Rit | 3 | 3 | Rit |  |  | 29 (32) | 5º   |

| 1980 | Scuderia | Vettura |    |     |   |     |  |  |  |  |  |  |  |  |  |  |  |  |  | Punti | Pos. |
| ---- | -------- | ------- | -- | --- | - | --- |  |  |  |  |  |  |  |  |  |  |  |  |  | ----- | ---- |
| 1980 | Ensign   | MN180   | NC | Rit | 9 | Rit |  |  |  |  |  |  |  |  |  |  |  |  |  | 0     |      |

| Legenda | 1º posto     | 2º posto | 3º posto    | A punti         | Senza punti/Non class.  | Grassetto – Pole position Corsivo – Giro più veloce |
| Legenda | Squalificato | Ritirato | Non partito | Non qualificato | Solo prove/Terzo pilota | Grassetto – Pole position Corsivo – Giro più veloce |

### Sport prototipi

#### Campionato internazionale sportprototipi e Campionato del mondo sportprototipi
| 1970 | Scuderia         | Vettura        | Stati Uniti (bandiera) | Stati Uniti (bandiera) | Regno Unito (bandiera) | Italia (bandiera)      | Italia (bandiera) | Belgio (bandiera) | Germania Ovest (bandiera) | Francia (bandiera)        | Stati Uniti (bandiera) | Austria (bandiera)     |                        |
| ---- | ---------------- | -------------- | ---------------------- | ---------------------- | ---------------------- | ---------------------- | ----------------- | ----------------- | ------------------------- | ------------------------- | ---------------------- | ---------------------- | ---------------------- |
| 1970 | Scuderia Ferrari | Ferrari 512 S  |                        |                        |                        |                        |                   |                   |                           | Rit                       |                        |                        |                        |
| 1971 | Scuderia         | Vettura        | Argentina (bandiera)   | Stati Uniti (bandiera) | Stati Uniti (bandiera) | Regno Unito (bandiera) | Italia (bandiera) | Belgio (bandiera) | Italia (bandiera)         | Germania Ovest (bandiera) | Francia (bandiera)     | Austria (bandiera)     | Stati Uniti (bandiera) |
| 1971 | Scuderia Ferrari | Ferrari 312 PB |                        |                        |                        | 2                      | Rit               | 8                 |                           | Rit                       |                        | Rit                    |                        |
| 1972 | Scuderia         | Vettura        | Argentina (bandiera)   | Stati Uniti (bandiera) | Stati Uniti (bandiera) | Regno Unito (bandiera) | Italia (bandiera) | Belgio (bandiera) | Italia (bandiera)         | Germania Ovest (bandiera) | Francia (bandiera)     | Austria (bandiera)     | Stati Uniti (bandiera) |
| 1972 | Scuderia Ferrari | Ferrari 312 PB | 2                      | 4                      | Rit                    | 5                      | 1                 | 2                 |                           | Rit                       |                        |                        |                        |
| 1973 | Scuderia         | Vettura        | Stati Uniti (bandiera) | Italia (bandiera)      | Francia (bandiera)     | Italia (bandiera)      | Belgio (bandiera) | Italia (bandiera) | Germania Ovest (bandiera) | Francia (bandiera)        | Austria (bandiera)     | Stati Uniti (bandiera) |                        |
| 1973 | Autodelta        | Alfa Romeo T33 |                        |                        |                        |                        |                   |                   | Rit                       |                           | Rit                    |                        |                        |

### 24 Ore di Le Mans
| Anno | Classe | N° | Gomme | Vettura                        | Squadra           | Co-piloti       | Giri | Pos. Assol. | Pos. di Classe |
| ---- | ------ | -- | ----- | ------------------------------ | ----------------- | --------------- | ---- | ----------- | -------------- |
| 1970 | S 5.0  | 8  | F     | Ferrari 512 S Ferrari 5.0L V12 | SpA Ferrari SEFAC | Arturo Merzario | 38   | Rit         | Rit            |

### 12 Ore di Sebring
| Anno    | Scuderia | Costruttore | Vettura        | Numero | Categoria | Classe | Co-Pilota    | Giri | Risultato di classe | Risultato assoluto |
| ------- | -------- | ----------- | -------------- | ------ | --------- | ------ | ------------ | ---- | ------------------- | ------------------ |
| 1972    | Ferrari  | Ferrari     | Ferrari 312 PB | 4      | Sport     | S 3.0  | Brian Redman | 215  | Rit                 | Rit                |
| Legenda |          |             |                |        |           |        |              |      |                     |                    |

### 1000 km del Nürburgring
| Anno    | Scuderia          | Costruttore | Vettura            | Numero | Categoria | Classe | Co-Pilota     | Giri | Risultato di classe | Risultato assoluto |
| ------- | ----------------- | ----------- | ------------------ | ------ | --------- | ------ | ------------- | ---- | ------------------- | ------------------ |
| 1971    | Spa Ferrari SEFAC | Ferrari     | Ferrari 312 PB     | 15     | Prototipo | P 3.0  | Jacky Ickx    | 21   | Rit                 | Rit                |
| 1972    | Spa Ferrari SEFAC | Ferrari     | Ferrari 312 PB     | 1      | Sport     | S 3.0  | Jacky Ickx    | 16   | Rit                 | Rit                |
| 1973    | Autodelta SpA     | Alfa Romeo  | Alfa Romeo 33 TT12 | 9      | Sport     | S 3.0  | Carlo Facetti | 2    | Rit                 | Rit                |
| Legenda |                   |             |                    |        |           |        |               |      |                     |                    |

### Formula 2
| Stagione | Team                | Vettura               | Motore  | 1       | 2      | 3       | 4       | 5     | 6       | 7       | 8     | 9       | 10     | 11      | 12  | 13  | Punti | Pos. |
| -------- | ------------------- | --------------------- | ------- | ------- | ------ | ------- | ------- | ----- | ------- | ------- | ----- | ------- | ------ | ------- | --- | --- | ----- | ---- |
| 1968     | Tecno Racing Team   | Tecno TF68            | Ford    | HOC     | THR    | JAR 5   | ZOL     | PAL 3 | TUL     | ZAN Rit | PER 4 | HOC Rit | VAL NC |         |     |     | 13    | 7º   |
| 1969     | Scuderia Ferrari    | Ferrari 166           | Ferrari | THR 10  | HOC NP | NÜR Rit | JAR 11  | TUL   |         |         |       |         |        |         |     |     | 5     | 10º  |
| 1969     | Tecno Racing Team   | Tecno TF69            | Ford    |         |        |         |         |       | PER 4   | VAL     |       |         |        |         |     |     | 5     | 10º  |
| 1970     | Tecno Racing Team   | Tecno TF69 Tecno TF70 | Ford    | THR 8   | HOC 1  | MON 8   | CRY 2   | PER 1 | TUL Rit | IMO 1   | HOC 2 |         |        |         |     |     | 44    | 1º   |
| 1971     | Shell-Arnold Team   | March 712M            | Ford    | HOC     | THR    | NÜR     | JAR     | PAL   | ROU     | MAN     | TUL   | ALB     | VAL    | VAL Rit |     |     | 0     | NC   |
| 1977     | Project Four Racing | Ralt RT1              | BMW     | SIL     | THR    | HOC     | NÜR Rit | VAL   | PAU     | MUG     | ROU   | NOG     | PER    |         |     |     | 0‡    | NC   |
| 1977     | Ardmore Racing      | Chevron B40           | Hart    |         |        |         |         |       |         |         |       |         |        | MIS 6   | EST | DON | 0‡    | NC   |
| 1978     | Everest Racing Team | Chevron B40           | BMW     | THR     | HOC    | NÜR     | PAU     | MUG   | VAL     | ROU     | DON   | NOG     | PER    | MIS Rit | HOC |     | 0     | NC   |
| 1979     | Racing Team Everest | March 792             | BMW     | SIL Rit | HOC    | THR     | NÜR     | VAL   | MUG Rit | PAU     | HOC   | ZAN     | PER    | MIS Rit | DON |     | 0     | NC   |

‡ È stato assegnato metà punteggio in quanto è stata completata meno del 75% della distanza di gara.

### 500 Miglia di Indianapolis
| Anno   | N° auto | Partito | Media qualifica | Finito | Giri | Giri in testa | Causa ritiro         |
| ------ | ------- | ------- | --------------- | ------ | ---- | ------------- | -------------------- |
| 1977   | 38      | 29º     | 186.047         | 30º    | 25   | 0             | Cella a combustibile |
| Totale | Totale  | Totale  | Totale          | Totale | 25   | 0             |                      |

### BMW M1 Procar
(legenda) (Le gare in grassetto indicano la pole) (Le gare in corsivo indicano il giro veloce)
| Anno | Squadra        | 1   | 2   | 3   | 4   | 5   | 6   | 7   | 8   | Punti | Pos. |
| ---- | -------------- | --- | --- | --- | --- | --- | --- | --- | --- | ----- | ---- |
| 1979 | BMW Motorsport | ZOL | MON | DIG | SIL | HOC | ÖST | ZAN | MNZ | 61    | 3º   |
| 1979 | BMW Motorsport | 3   | 2   | 5   | 14  | 5   | 4   | 5   | Rit | 61    | 3º   |

## Clay Regazzoni nella cultura di massa
Nel film Rush del 2013, diretto da Ron Howard e incentrato sulla rivalità sportiva nella Formula 1 degli anni 1970 tra James Hunt e Niki Lauda, è presente nel cast principale anche la figura di Clay Regazzoni (all'epoca compagno di squadra di Lauda in Ferrari), interpretato dall'attore italiano Pierfrancesco Favino.
Clay Regazzoni inoltre ha partecipato personalmente a due serie di sketch della rubrica pubblicitaria televisiva Carosello: negli anni 1970 e 1971, pubblicizzando il brandy SIS-Cavallino Rosso, e nel 1975 (con Raffaella Carrà, Enzo Paolo Turchi e Niki Lauda) i prodotti e le stazioni di servizio dell'Agip.